# Landtagswahlkreis Kleve I
Der Landtagswahlkreis Kleve I ist ein Landtagswahlkreis im nordrhein-westfälischen Kreis Kleve. Er umfasst die Gemeinden Geldern, Issum, Kalkar, Kerken, Kevelaer, Rheurdt, Straelen, Uedem, Wachtendonk und Weeze.
Das Gebiet des Wahlkreises wurde seit seiner Neuerrichtung 1980 mehrfach verändert. Damals umfasste der Wahlkreis die Gemeinden Geldern, Goch, Issum, Kerken, Kevelaer, Rheurdt, Straelen, Wachtendonk und Weeze.

## Landtagswahl 2022
Wahlberechtigt zur Landtagswahl 2022 waren 113.258 Einwohner des Wahlkreises. Die Wahlbeteiligung lag bei 57,6 %.
| Direktkandidat      | Erststimmen in % | Partei   | Zweitstimmen in % |
| ------------------- | ---------------- | -------- | ----------------- |
| Stephan Wolters     | 44,8             | CDU      | 45,9              |
| Lars Aengenvoort    | 24,1             | SPD      | 22,0              |
| Paula Backhaus      | 14,9             | GRÜNE    | 14,8              |
| Lucas van Stephoudt | 6,6              | FDP      | 6,1               |
| Sven Elbers         | 3,9              | AfD      | 4,0               |
| Norbert Hayduk      | 1,5              | LINKE    | 1,3               |
| –                   | 4,2              | Sonstige | 5,9               |

## Landtagswahl 2017
Wahlberechtigt zur Landtagswahl 2017 waren 113.816 Einwohner des Wahlkreises. Die Wahlbeteiligung lag bei 67,5 %.
| Direktkandidat       | Erststimmen in % | Partei   | Zweitstimmen in % |
| -------------------- | ---------------- | -------- | ----------------- |
| Norbert Killewald    | 26,9             | SPD      | 25.6              |
| Margret Voßeler      | 50,1             | CDU      | 44.0              |
| Hans-Hermann Terkatz | 5,8              | GRÜNE    | 5,7               |
| Ben Dinklage         | 8,7              | FDP      | 13,4              |
| Tim Reuter           | 1,5              | PIRATEN  | 0,9               |
| Mario Krude          | 2,7              | LINKE    | 3,1               |
| Detlef Küsters       | 4,3              | AfD      | 5,5               |
| –                    | –                | Sonstige | 2,8               |

Der Wahlkreis wird seit 2010 durch die direkt gewählte Abgeordnete Margret Voßeler (CDU) im Düsseldorfer Landtag vertreten.

## Landtagswahl 2012
Wahlberechtigt zur Landtagswahl 2012 waren 113.047 Einwohner des Wahlkreises. Die Wahlbeteiligung lag bei 60,9 %.
| Direktkandidat    | Erststimmen in % | Partei   | Zweitstimmen in % |
| ----------------- | ---------------- | -------- | ----------------- |
| Margret Voßeler   | 44,8             | CDU      | 37,2              |
| Norbert Killewald | 32,3             | SPD      | 31,5              |
| Bernd Bianchi     | 8,0              | GRÜNE    | 8,7               |
| Brigitte Viefers  | 5,1              | FDP      | 9,4               |
| Katrin Töpfer     | 1,8              | LINKE    | 1,7               |
| Ansgar Thüs       | 7,9              | PIRATEN  | 8,0               |
| Sonstige          | 0,1              | Sonstige | 3,5               |

## Landtagswahl 2010
Wahlberechtigt zur Landtagswahl 2010 waren 113.069 Einwohner des Wahlkreises. Die Wahlbeteiligung lag bei 60,9 %.
| Direktkandidat    | Erststimmen in % | Partei   | Zweitstimmen in % |
| ----------------- | ---------------- | -------- | ----------------- |
| Margret Voßeler   | 50,6             | CDU      | 46,5              |
| Norbert Killewald | 29,2             | SPD      | 26,8              |
| Bernd Bianchi     | 8,6              | GRÜNE    | 9,4               |
| Michael Traurig   | 6,0              | FDP      | 8,2               |
| Anke Bongartz     | 3,8              | LINKE    | 4,0               |
| Ansgar Thüs       | 1,4              | PIRATEN  | 1,6               |
| Heinrich Vins     | 0,4              | –        | –                 |
| -                 | -                | Sonstige | 3,4               |

## Landtagswahl 2005
Wahlberechtigt zur Landtagswahl 2005 waren 110.342 Einwohner des Wahlkreises. Die Wahlbeteiligung lag bei 66,0 %.
| Direktkandidat         | Partei | Stimmen in % |
| ---------------------- | ------ | ------------ |
| Helmut Linssen         | CDU    | 58,4         |
| Norbert Killewald      | SPD    | 26,3         |
| Michael Traurig        | FDP    | 7,2          |
| Anna Peters            | GRÜNE  | 4,4          |
| Ludwig Robert Orlowski | WASG   | 1,8          |
| Björn Clemens          | REP    | 0,8          |
| Ronny Meyer            | PDS    | 0,7          |
| Guido Herdemann        | ödp    | 0,4          |